# Pierre Barbet (scriitor)
Pierre Barbet (n. 16 mai 1925, Le Mans, Franța – d. 20 iulie 1995, Neuilly-sur-Seine, Île-de-France, Franța) a fost pseudonimul cel mai folosit de către scriitorul francez de science-fiction și farmacistul Claude Avice.

## Viața
Posesor al unui doctorat în farmacie, Claude Avice a publicat câteva articole științifice, printre care se numără și unele de bionică.
Ca scriitor de science fiction a publicat în principal sub pseudonimul Pierre Barbet, fiind tradus în numeroase țări, inclusiv în Statele Unite ale Americii. În afară de acest pseudonim, el a mai folosit încă două: Olivier Sprigel - un omagiu adus lui Stéphane Spriel, directorul departamentului fantastic al editurii la care a debutat - și David Maine - pentru a aminti că s-a născut vechiul ducat Maine.
Primele două romane SF ale lui Pierre Barbet, Vers un avenir perdu (1962) și Babel 3805 (1962), au fost publicate în cadrul seriei SF "Rayon Fantastique" a editurilor Hachette și Gallimard. După întreruperea acestei serii în 1964 1964, Barbet a început să scrie pentru seria "Anticipation" a editurii Fleuve Noir, devenind un furnizor constant de space opera clasică în perioada anilor '60-'70.
Printre cele mai cunoscute opere ale sale se numără Vikings de l'espace (1969), povestea cuceririi galaxiei de către o rasă de războinici asemănătoarea vikingilor, al căror soare este pe moarte, sau Imperiul lui Baphomet (1972), o ucronie care prezintă întâlnirea și colaborarea dintre un cavaler al anului 1118 cu un extraterestru naufragiat pe Pământ.
Barbet a creat câteva serii memorabile, una dintre ele fiind cea a lui Setni anchetator temporal, un agent temporal al Federației Galactice condusă de creiere conservate, care a debutat în 1969 cu romanul L'Exilé du temps. Trilogia Éridan (1970-84) descrie cucerirea unui imperiu spațial de către un grup de soldați napoleonieni răpiți de extratereștri, temă care amintește de romanul Cruciadă în cosmos a lui Poul Anderson. Alte serii cunoscute ale autorului sunt Alex Courville (1978-88) sau Les Cités de l'espace (1979-85), care amintește de seria Cities in Flight a lui James Blish.
Între 1997 și 1998, editorul belgian Claude Lefranq a reeditat o parte dintre opera lui Barbet în ediții omnibus, fiecare cuprinzând 5 romane ale unei serii.

## Teme și stil
Opera lui Barbet are la bază o profundă documentare științifică și emană un optimism opus atmosferei obișnuite a genului. Viitorul imaginat de el nu este format din beton și bitum, ci din peisaje cu o vegetație bogată. Totuși, așa cum se arată în romanul L'Univers des Géons, acest optimism privind viitorul depinde de om, de etica sa și de modul în care va folosi descoperirile științifice, care pot scăpa de sub control.
De asemenea, Pierre Barbet a încercat să găsească soluții la problemele care pot duce la catastrofe anunțate ca inevitabile de alți autori ai genului. Așa cum se vede în Soleil de mort, scriitorul își exprimă încrederea în faptul că omenirea nu va lăsa știința în mâna unor profitori iraționali, ci o va oferi celor dezinteresați, al căror bun simț îi va îndemna să o folosească prudent.
Printre temele tratate de Pierre Barbet în opera sa se numără clonarea, mutațiile, bionica, universul heroic fantasy, sau ucronia - în care remodelează istoria pentru a-l face pe Hannibal victorios în fața Romei. El descrie diversele posibilități de evoluție a rasei umane prin integrarea clonelor, mutanților, ciborgilor și psiborgilor, dar și comportamentul în fața unor situații noi și a problemelor tehnice.

## Opera

### SeriaProfesseur Valbius
- Les Limiers de l'infini (1966)
- Hallali cosmique  (1967)

### SeriaSetni anchetator temporal
- L'Exilé du temps  (1969)
- À quoi songent les Psyborgs?  (1973)
- La Planète enchantée (1973)

ro. Planeta vrăjită - editura Antet XX Press, 2001
- Magiciens galactiques (1974)
- Vénusine (1977) - semnată  Olivier Sprigel
- Rome doit être détruite (1983)

ro. Distrugeți Roma! - editura Savas Press, 1994
- Carthage sera détruite (1984)
- La Croisade des assassins (1986)
- Un Reich de 1000 ans! (1987)

### Trilogia Éridan
- Les Grognards d'Éridan (1970)
- L'Empereur d'Éridan (1982)
- Les Colons d'Éridan (1984) - în general este asociat seriei Les Cités de l'espace[11]

### SeriaBaphomet
Serie ucronică, o istorie paralelă cu a noastră, al cărei punct de divergență este în anul 1118.
- L'Empire du Baphomet (1972)

ro. Imperiul lui Baphomet - editurile Cristian și Antrax, 1993
- Croisade stellaire (1974)

ro. Cruciada stelară - editurile Cristian și Antrax, 1993

### SeriaAlex Courville
- Commandos sur commande (1978)
- Trafic Stellaire (1979)
- Les Psychos de Logir (1981)
- Les Charognards de Snien (1983)
- Eldorado stellaire (1985)
- Putsch galactique  (1985)
- Temps changeants (1986)
- Captifs de Corvus  (1987)
- Option Zéro (1988)

### SeriaLe Chercheur
- Odyssée galactique (1978)
- Périple galactique  (1980)

### SeriaLes Cités de l'espace
- Oasis de l'espace (1979)
- Cité des astéroïdes (1981)
- Cités interstellaires (1982)
- Les Colons d'Éridan (1984)
- Cités biotiques (1985)

### Alte romane
- Vers un avenir perdu (1962)
- Babel 3805 (1962)
- Les Cavernicoles de Wolf (1966)
- L'Étoile du néant (1967)
- Le Secret des qQuasars  (1967)
- La Planète des Cristophons  (1968)
- Évolution magnétique  (1968)
- Vikings de l'espace (1969)
- Les Chimères de Seginus  (1969)
- Étoiles en perdition   (1970)
- Les Maîtres des pulsars  (1970)
- L'Agonie de la voie lactée (1970)
- Les Conquistadores d'Andromède (1971)
- Le Transmetteur de Ganymède   (1971)
- Azraec de Virgo  (1971)
- Les Insurgés de Laucor (1972)
- La Planète empoisonnée  (1972)
- Tremplins d'étoiles (1972)
- Les Disparus du club Chronos  (1972)
- Liane de Noldaz (1973)
- Les Bioniques d'Atria (1973)
- Le Bâtard d'Orion (1973)
- L'Univers des Géons (1974)
- Les Mercenaires de Rychna  (1974)

ro. Mercenarii de pe Rychna - editura Antet XX Press, 2001
- La Nymphe de l'espace (1975)

ro. Nimfa spațiului - editura Antet XX Press, 2001
- Patrouilleur du néant (1976)
- Ambassade galactique  (1976)
- Guérilléro galactique (1976) - semnată David Maine

ro. Gherila galactică - editura Porus, 1992
- Crépuscule du futur (1976) -  semnată Olivier Sprigel
- Lendemains incertains (1978) - semnată Olivier Sprigel
- Le Maréchal rebelle  (1980)
- Renaissance planétaire (1980) - semnată David Maine
- Survivants de l'apocalypse (1982)
- Invasion cosmique (1982) - semnată David Maine
- Téléclones (1985)
- Glaciation nucléaire  (1986)
- Défense spatiale (1987)
- Objectif: Mars 2005 (1987)
- Soleil de mort (1990)
- L'Ere du spatiopithèque (1991)

### Ediții omnibus
- Les Cités de l'espace (1997) - cuprinde romanele
  - Oasis de l'espace
  - Cité des astéroïdes
  - Cités interstellaires
  - Les Colons d'Éridan
  - Cités biotiques

- Le Cycle Setni (1998) - cuprinde romanele
  - L'Exilé du temps
  - À quoi songent les Psyborgs?
  - La Planète enchantée
  - Magiciens galactiques
  - Vénusine